# Легница
Легнѝца (на полски: Legnica; на чешки: Lehnice; на немски: Liegnitz; на латински: Lignitium) е град в югозападна Полша, Долносилезко войводство. Административно е обособен в отделен окръг (повят) с площ 56,29 км2. Също така е административен център на Легнишки окръг без да е част от него.

## География
Градът се намира в историческата област Долна Силезия. Разположен е в централната част на войводството край реките Качава, Чарна Вода и Вежбяк.

## Население
Населението на града възлиза на 102 979 души (2012). Гъстотата е 1 829 души/км2.
Демография
- 1939 – 83 631 души
- 1946 – 24 357 души
- 1950 – 39 010 души
- 1960 – 64 185 души
- 1970 – 76 000 души
- 1980 – 89 628 души
- 1990 – 105 216 души
- 1998 – 109 335 души
- 2009 – 104 489 души
- 2011 – 103 238 души

## Спорт
Легница е дом на футболния клуб Медж (Легница).

## Личности

### Родени в града
- Влоджимеж Юшчак, гръкокатолически духовник, вроцлавско-гдански епископ

## Фотогалерия
- Катедрала „Св. Ап. Петър и Павел“
- Семинария
- Главният площад
- Училище
- Гробище, параклис